# Elena Guerrero
Elena Guerrero (Santo Domingo, 20 agosto 1965) è un'ex cestista dominicana.

## Carriera
Con la Rep. Dominicana ha disputato due edizioni dei Campionati americani (1989, 1997).